# Henschel Hs 128
Henschel Hs 128 – prototyp niemieckiego samolotu wysokościowego. Według projektu był to samolot zdolny do lotu na wysokościach ponad 10 tys. metrów. Powstały dwa prototypy Hs 128. Był to najprawdopodobniej pierwszy na świecie samolot wysokościowy.
Hs 128 był całkowicie metalowym, dwusilnikowym dolnopłatem ze stałym, klasycznym podwoziem i kabiną ciśnieniową.
Pierwszy prototyp zbudowany jako Hs 128 V-1 wyposażony w dwa turbodoładowane, chłodzone cieczą, dwunastocylindrowe odwrócone silniki widlaste Daimler-Benz DB 601A o mocy maksymalnej 1075 KM wykonał swój pierwszy lot jeszcze przed rozpoczęciem wojny w 1939 roku. Wersja V-1 w testach zdołała osiągnąć pułap 10000 metrów. Maszyna nosiła cywilne znaki rejestracyjne D-AHRD.
Drugi samolot, Hs 128 V-2, wyposażono w dwie jednostki napędowe Junkers Jumo 210 połączone ze sprężarkami TK 16. Drugi prototyp latający pod koniec 1939 roku osiągnął pułap 17000 metrów.
Projektem wysokościowego samolotu zainteresował się Theodor Rowehl, dowódca Fernaufklärungsgruppe Luftwaffe. Zauważył on w samolocie potencjał i nakazał Henschelowi opracowanie wojskowego samolotu wysokościowego na bazie Hs 128, co przyczyniło się do powstania Henschela Hs 130. Tym samym pod na przełomie lat 1939/1940 prace nad Hs 128 zarzucono.